# Sarmiento (Santa Fe)
Sarmiento es una comuna argentina ubicada en el departamento Las Colonias, provincia de Santa Fe, a 102 km de la capital provincial, y conectada por acceso a la RN 19.

## Población
Cuenta con 1,145 habitantes (Indec, 2022), lo que representa un descenso frente a los 1,640 habitantes (Indec, 2010) del censo anterior.
| Gráfica de evolución demográfica de Sarmiento entre 1991 y 2022 |
|                                                                 |
| Fuente: Censos nacionales del INDEC                             |

## Santa Patrona
- Ntra. Sra. del Carmen, festividad: 16 de julio.

Es una de las tradiciones más antiguas del pueblo y demuestra el la fuerte impregnación de la vida social por parte de la religión. Las procesiones alrededor de la plaza, los juegos públicos, la banda, el baile, los almuerzos y cenas familiares con parientes, forman parte del imaginario de esta "fiesta del pueblo". Hoy los festejos se hallan concentrados solo en el día de esta festividad, que se celebra de manera más práctica, pero que conserva parte de su antiguo sentido familiar y comunitario.

## Historia
Los orígenes de esta localidad se remontan al año 1881, cuando se produce el arribo de las familias de Carlos Miserez, José Lamy y Gognat de origen suizo.
Erróneamente, en ciertas nóminas de colonias santafesinas, Sarmiento aparece como "fundado" por Fermín Laprade en 1882. Laprade es considerado fundador de San Carlos Norte y aparentemente tuvo funciones también en la organización de Sarmiento como colonia, por lo que quizá se lo haya considerado su principal pionero.
Se cree que el nombre de la localidad se debe a que las tierras en las cuales se organizó la colonia, pertenecían a Faustina Sarmiento de Belín, hija del prócer. El distrito actual cubre las tierras de la antigua estancia Los Corrales (o simplemente Corrales en algunas fuentes) que poseía una superficie mayor a la actual, y que formaba parte de una línea de cantones.

## Creación de la comuna
- 10 de diciembre de 1891.

## Entidades deportivas
El Club Domingo Faustino Sarmiento (fundado en 1924) y el Club San Martín son las más tradicionales. El primero, ubicado a la entrada de la localidad, está especialmente dedicado a la práctica de fútbol,tenis, vóley y patín, además posee un gran Salón de Usos Múltiples y una cancha de básquet la cual fue construida a principios de 2016. En tanto, el Club San Martín (ubicado frente a la plaza principal) posee una cancha de paddle, una de bochas y en su sede social hay un bar y un salón para fiestas.

## Colegios
- Escuela provincial Nª 343 Domingo Faustino Sarmiento
- Escuela de enseñanza media N.º 357 Alberto Francezón
- Jardín Adelaida María Serrichio de Martínez N.º 243.

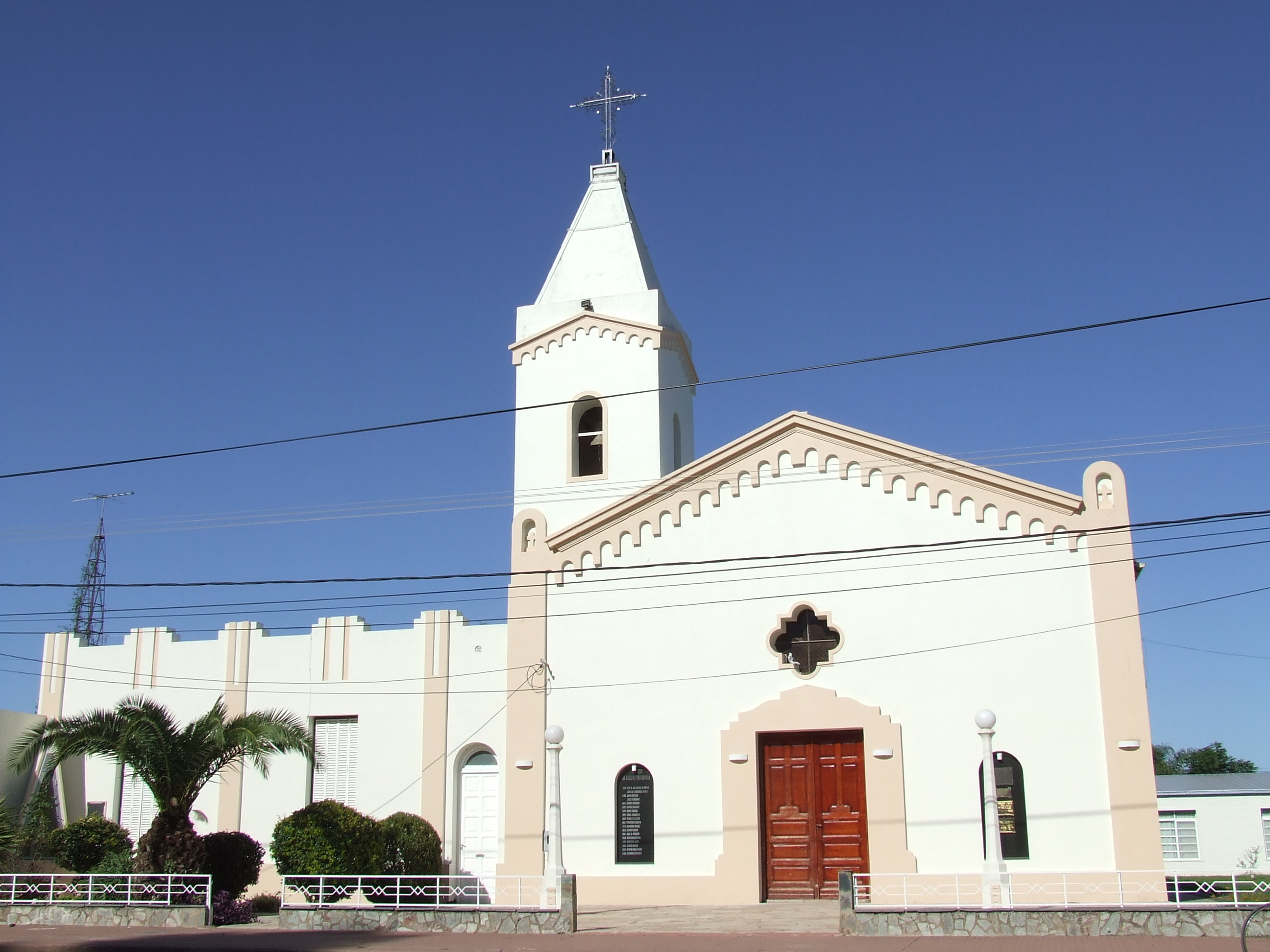
Parroquia de Sarmiento

## Parroquias de la Iglesia católica en Sarmiento
| Arquidiócesis | Santa Fe de la Vera Cruz  |
| ------------- | ------------------------- |
| Parroquia     | Nuestra Señora del Carmen |